# Manubach
Manubach är en kommun och ort i Landkreis Mainz-Bingen i förbundslandet Rheinland-Pfalz i Tyskland.
Kommunen ingår i kommunalförbundet Verbandsgemeinde Rhein-Nahe tillsammans med ytterligare nio kommuner.